# Nana Akufo-Addo
Nana Akufo-Addo (Accra, 29 marzo 1944) è un politico ghanese, Presidente del Ghana dal 7 gennaio 2017 al 7 gennaio 2025.

## Biografia
Alle elezioni presidenziali del 2008 è stato il candidato del Nuovo Partito Patriottico e ha ottenuto quasi il 50% delle preferenze, risultando sconfitto per pochi voti da John Atta Mills, sostenuto dal Congresso Democratico Nazionale.
Il suo partito l'ha nuovamente candidato alle elezioni presidenziali del 2012: ha ottenuto il 47,7% dei voti ed è stato eletto John Dramani Mahama, del Congresso Democratico Nazionale.
Presentatosi come candidato per la terza volta alle elezioni presidenziali del 2016, è stato finalmente eletto presidente con il 53,85% dei voti, entrando in carica il 7 gennaio 2017.